# SNR G016.7+00.1
SNR G016.7+00.1, llamado también G16.7+0.1 y F3R 562, es un resto de supernova que se localiza en la constelación de Serpens.

## Morfología
SNR G016.7+00.1 es un resto de supernova compuesto clásico, detectado tanto en banda de radio como en rayos X. Está asociado a una nebulosa de viento de púlsar (PWN) que se localiza a 28 segundos de arco del centro de SNR G016.7+00.1; dicho desplazamiento sugiere que se trata de un plerión evolucionado interaccionando con el choque inverso del resto de supernova.
En banda de radio, la luminosidad de la carcasa exterior de SNR G016.7+00.1 es comparable a la de su núcleo. Los radios de la carcasa y del núcleo son 20 y 10 minutos de arco respectivamente. En rayos X, la relación de luminosidad entre la carcasa y el núcleo es similar a la de SNR G011.2−00.3; sus propiedades —tanto en radio como en rayos X— son consistentes con las de un objeto con unos pocos miles de años de edad que alberga un púlsar moderadamente energético.
Por otra parte, se ha observado un máser de OH de 1720 MHz consecuencia de su interacción con una nube molecular cercana.

## Remanente estelar
Se ha detectado una fuente puntual de rayos de X —designada como CXO J182058.16−142001.5— cerca del centro más brillante de la nebulosa de rayos X, junto a una pequeña área extendida; ello se interpreta como un toro rodeando al remanente estelar, una estrella de neutrones.

## Edad y distancia
SNR G016.7+00.1 parece ser un resto de supernova joven, con una edad en torno a los 1500 - 2100 años.
No obstante, la edad podría ser mayor si SNR G016.7+00.1 ha pasado la fase de expansión libre —como parece si efectivamente el choque inverso ha alcanzado al plerión—, aunque aun así sería del orden de unos pocos miles años si la densidad del medio interestelar es alta, ya que depende mucho de las propiedades del entorno; por todo esto, también se ha propuesto una edad en el rango de 3000 - 10 000 años.
SNR G016.7+00.1 se encuentra a una distancia de aproximadamente 14 000 pársecs, valor obtenido analizando el máser de OH y el espectro de absorción H I hacia este remanente.